# Provincia de Panshir
Panshir (en persa: پنج شیر‎, romanizado: Panǧshir, lit. 'los cinco leones'; también conocido internacionalmente como Panjshir de acuerdo a la transliteración inglesa) es una de las 34 provincias de Afganistán. Establecida el 13 de abril de 2004, tiene una población de 172 895 habitantes y su superficie es de 3610 km². Su capital es Bazarak. 
Ahmad Shah Masud, conocido como «el león de Panshir», fue un famoso guerrillero local que lideró la resistencia contra las fuerzas talibanes en la guerra civil afgana a finales de la década de los años 90 hasta que fue asesinado en un atentado suicida el 9 de septiembre de 2001. Desde el 16 de agosto de 2021, con la vuelta al poder de los talibanes, es el centro de un movimiento de resistencia antitalibán llamado Resistencia Panjshir, formando por exmiembros de la Alianza del Norte.

## Distritos
- Abshar
- Anaba
- Bazarak
- Darah
- Khenj
- Paryan
- Rokha
- Shotul